# ناحیه چانچنگ
چانچنگ (به لاتین: Chancheng District) یک سکونتگاه مسکونی در جمهوری خلق چین است که در فوشان واقع شده‌است.

## خصوصیات
چانچنگ ۱۵۴٫۶۸ کیلومترمربع مساحت و ۹۶۰٬۰۰۰ نفر جمعیت دارد.